# Lake Linden
Lake Linden – wieś w Stanach Zjednoczonych, w stanie Michigan, w hrabstwie Houghton.